# Вајберн (Ајфел)
Вајберн (њем. Weibern) општина је у њемачкој савезној држави Рајна-Палатинат. Једно је од 74 општинска средишта округа Арвајлер. Према процјени из 2010. у општини је живјело 1.548 становника. Посједује регионалну шифру (AGS) 7131211.

## Географски и демографски подаци
Вајберн се налази у савезној држави Рајна-Палатинат у округу Арвајлер. Општина се налази на надморској висини од 430 метара. Површина општине износи 10,6 km². У самом мјесту је, према процјени из 2010. године, живјело 1.548 становника. Просјечна густина становништва износи 147 становника/km².

## Међународна сарадња
| Мјесто  | Држава   | Врста сарадње | Од    |
| ------- | -------- | ------------- | ----- |
| Вајберн | Аустрија | партнерство   | 1968. |
| Извор   |          |               |       |